# Nisar Ali Khan
Chaudhry Nisar Ali Khan (en ourdou : چودھری نثار علی خان), né le 31 juillet 1954 à Chakri Vakilan, est un homme politique pakistanais. Membre important de la Ligue musulmane du Pakistan (N), il est un proche de Nawaz Sharif et a occupé de nombreux postes ministériels, principalement durant les mandats de Premier ministre de Sharif.
Chaudhry Nisar Ali Khan été élu député lors de huit scrutins successifs, remportant chacune des élections législatives s'étant tenues entre 1985 et 2013. Il a été deux fois ministre des Ressources naturelles durant les années 1990, puis brièvement ministre de la Xommunication en 2008 et est enfin ministre de l'Intérieur du 7 juin 2013 au 28 juillet 2017 à la faveur du retour aux affaires de Nawaz Sharif. Entrant en conflit avec son parti, il le quitte en mars 2018.

## Éducation et vie personnelle
Chaudhry Nisar Ali Khan est né le 31 juillet 1954 dans le village de Chakri Vakilan, dans le district de Rawalpindi, situé dans la province du Pendjab. Il a fait ses études au Aitchison College, à Lahore, ainsi qu'au Army Burn Hall College à Abbottabad.
Il est marié et a trois filles et un garçon.

## Carrière politique

### Député
Nisar Ali Khan a été élu huit fois député de l'Assemblée nationale et est membre de la chambre basse sans interruption de 1985 à 2018 (élu durant les élections de 1985, 1988, 1990, 1993, 1997, 2002, 2008 et enfin durant celles de 2013).
Lors des élections législatives de 2002, Nisar Ali Khan s'est présenté simultanément dans deux circonscriptions de la ville de Rawalpindi. Il a remporté le scrutin dans la circonscription NA-52 de Rawalpindi avec 51 % des voix mais a été défait dans la circonscription NA-53 avec 39 % des voix.
Durant les  élections de 2008, Nisar Ali Khan s'est également présenté simultanément dans deux circonscriptions de la ville de Rawalpindi. Il a été élu dans les deux cas : avec 51 % des voix contre huit autres candidats dans le premier cas (NA-52) et avec 41 % des voix contre six autres candidats dans le second (NA-53). Dans un tel cas de figure, Nisar Ali Khan a du choisir entre l'une des deux circonscriptions. Il choisit de conserver son poste dans la circonscription NA-53 et un nouveau scrutin a dû être organisé dans la circonscription NA-52. 
Lors des élections législatives de 2013, il se présente à nouveau dans les deux circonscriptions mais n'est élu que dans la 52e circonscription avec 52 % des voix et perd la 53e face à un candidat du Mouvement du Pakistan pour la justice avec 43 % des voix.

### Ministre

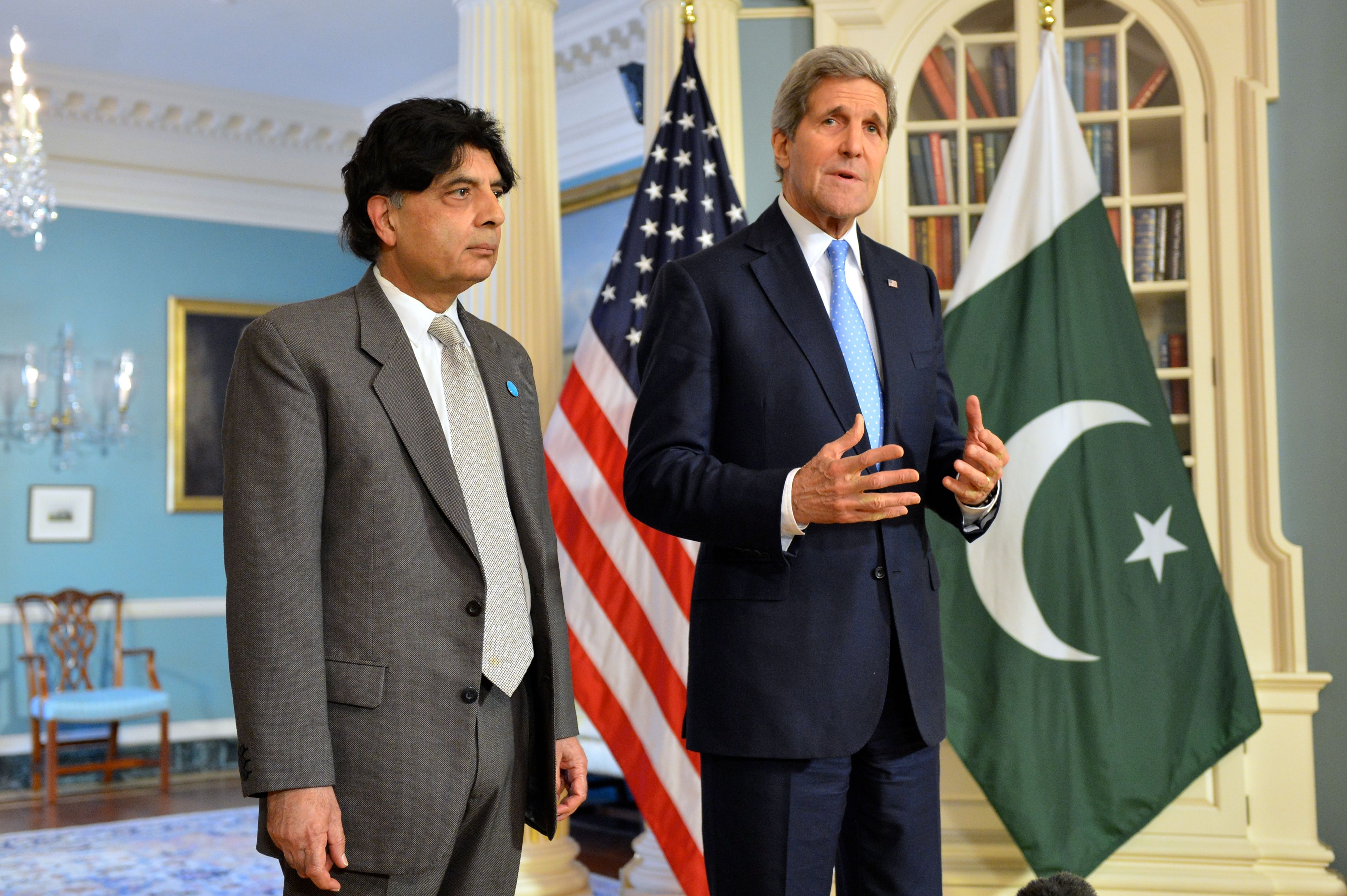
Nisar Ali Khan rencontre John Kerry le 19 février 2015.

Nisar Ali Khan a occupé de nombreux portefeuilles ministériels, lorsque Nawaz Sharif a été Premier ministre essentiellement. Il est ministre du pétrole et des ressources naturelles lors du premier mandant de Sharif, de 1990 à 1993, puis occupe le même poste durant son second mandat, de 1997 à 1999, jusqu'au coup d'État du général Pervez Musharraf.
Il a aussi été ministre alors que son parti s'était engagé en 2008 dans une éphémère coalition avec le Parti du peuple pakistanais, en occupant le portefeuille de la communication. À la suite du départ de la Ligue musulmane du Pakistan (N) de la coalition, il est élu au poste officiel de chef de l'Assemblée nationale par les députés de l'opposition le 17 septembre 2008. En 2011, il est aussi briévement président du comité des comptes publics au Parlement. 
Le 7 juin 2013, il est nommé ministre de l'Intérieur au sein du gouvernement de Nawaz Sharif, devenant ainsi l'un des plus hauts postes du cabinet. Toutefois, bien qu'étant un proche du Premier ministre, les médias ont notamment évoqué le développement de divergences avec Sharif, notamment à propos de la conduite des négociations avec les talibans.
Le 28 juillet 2017, il quitte son poste de ministre de l'intérieur alors que Nawaz Sharif est démis de ses fonctions par la justice. Nisar Ali Khan ne rejoint pas le gouvernement suivant mené par son parti. Selon la presse, il serait entré en conflit avec Nawaz Sharif, critiquant ses propos sur la justice et refusant de voir sa fille Maryam Nawaz Sharif le remplacer à la tête du parti. 

### Député provincial
Il quitte finalement son parti le 17 mars 2018. Après d'infructueuses négociations avec le Mouvement du Pakistan pour la justice, il se présente à titre indépendant à Rawalpindi dans deux circonscriptions fédérales et deux circonscriptions provinciales pour les élections législatives de 2018. Il n'est cependant élu que dans une circonscription de l'Assemblée provinciale du Pendjab,.
Il ne prête serment que le 26 mai 2021.

### Fin de carrière politique
Il est de nouveau candidat à un siège de député lors des élections législatives pakistanaises de 2024 avec le soutien de Jamiat Ulema-e-Islam. N'étant pas élu, il annonce son retrait de la vie politique.